# Athénée Palace
Athénée Palace Bucharest este un hotel în București, România, afiliat rețelei InterContinental. Este localizat în centrul orașului, pe strada Episcopiei, nr. 1-3, în imediata apropiere a Ateneului Român, a Palatului Regal și a Pieței Revoluției.
A fost renovat în 2022, are 283 de camere, un restaurant cu specific italian, o cafenea și un bar englezesc, centru de afaceri, săli de conferință, centru de fitness și zonă de shopping. A fost renovat înainte de 2005, pentru suma de 42 milioane dolari.
Acționarul principal este Ana Hotels, companie deținută de omul de afaceri George Copos, cu peste 90% și SC Tehnofrig Palace SA, SIF Oltenia și Tempus Invest SRL cu circa 10%.
Cifra de afaceri în 2004 a fost de 22 milioane dolari.